# 龙瑞寺大殿
龙瑞寺大殿，位于中国福建省福州市仓山区城门镇池墘村，为一个省级文物保护单位，类型为古建筑，为第五批福建省文物保护单位，公布时间为2001年1月20日。
龙瑞寺大殿的历史年代为宋、清。